# Botafogo de Douala
El Botafogo FC es un equipo de fútbol de Camerún que juega en la Segunda División de Camerún, la segunda liga de fútbol más importante del país.

## Historia
Fue fundado en 1998 en la ciudad de Douala e iniciaron en la Tercera División de Camerún. Su nombre se basa en el popular equipo Botafogo FC de Brasil, aunque sus colores no son los mismos del cuadro brasileño.
Su mayor logro ha sido obtener el ascenso a la Primera División de Camerún para la temporada 2015 luego de ganar el subcampeonato de la segunda categoría, por lo que jugarán en la máxima categoría por primera vez en su historia.

## Jugadores

### Jugadores destacados
- Loïc Feudjou